# ثريا (ممثلة)
ثريا جمال شيخ (15 يونيو 1929 - 31 يناير 2004)، المعروفة شعبياً بالاسم المستعار ثريا، ممثلة ومغنية مشهورة في الأفلام الهندية الناطقة باللغة الهندية. كانت نشطة من عام 1936 إلى عام 1963، وكانت أكثر الممثلات شهرة بين منتصف وأواخر الأربعينيات، قبل أن يتفوق عليها مدهوبالا ونرجس في الشهرة.
مسيرتها المهنية امتدت من عام 1936 إلى عام 1963، مثلت ثريا 67 فيلما وغنت 338 أغنية. كانت واحدة من أعظم ممثلات السينما الهندية وسيدة رائدة في أفلام اللغة الهندية في أربعينيات وخمسينيات القرن الماضي. كانت أيضًا مغنية إعادة تشغيل شهيرة، وغنت في الغالب لنفسها، بدءًا من أغنية في ناي دنيا (1942) عندما كان عمرها 12 عامًا فقط.
كانت معروفة بتأديتها أدوار الإقطاعي المسلم في شمال الهند أو أداكاري في العديد من أفلامها. ظهرت ثريا لأول مرة بوصفها فنانة طفلة في فيلم Madame Fashion مدام فايشون (1936)، من إخراج جدان باي. ظهرت لأول مرة في التمثيل مع فيلم تاج محل الذي لعبت فيه دور ممتاز محل. في أوجها، كانت تُعرف باسم مليكة الحسن (ملكة الجمال) ومليكة إي تارانوم (ملكة اللحن) ومليكة أداكاري (ملكة التمثيل).